# Mangilao
Mangilao est l'une des dix-neuf villes du territoire des États-Unis de Guam.
Sa population était de 15 191 habitants en 2010.

## Sources
- (en) Cet article est partiellement ou en totalité issu de l’article de Wikipédia en anglais intitulé « Mangilao, Guam » (voir la liste des auteurs).